# Rich Laurel
Richard "Rich" Laurel (Filadelfia, Pensilvania, 11 de julio de 1954) es un exjugador de baloncesto estadounidense que jugó una temporada en la NBA, además de hacerlo en la liga italiana, en la liga francesa y en Bélgica. Con 1,98 metros de altura, lo hacía en la posición de escolta.

## Trayectoria deportiva

### Universidad
Jugó durante tres temporadas con los Flying Dutchmen de la Universidad de Hofstra, en las que promedió 20,8 puntos, 3,0 asistencias y 6,5 rebotes por partido. Es el cuarto mejor anotador de la historia de su universidad, con 2102 puntos, teniendo además el récord de mejor anotación en una temporada, promediando 30,3 puntos por partido en 1977, siendo ese año el quinto mejor anotador de la NCAA. Ese año fue galardonado además con el Haggerty Award, premio que destaca al mejor jugador universitario del área de Nueva York.

### Profesional
Fue elegido en la decimonovena posición del Draft de la NBA de 1977 por Portland Trail Blazers, quienes lo traspasaron inmediatamente a Atlanta Hawks a cambio de una segunda ronda del draft del año siguiente. Poco antes del comienzo de la temporada fue cortado por los Hawks, fichando días después por Milwaukee Bucks como agente libre.

En los Bucks no tuvo sitio en el equipo, jugando tan solo 10 partidos antes de ser despedido, en los que promedió 2,4 puntos por partido. Decidió continuar su carrera profesional en el baloncesto italiana, fichando por el Hurlingham Trieste de la Serie A2. Allí jugó dos temporadas en la segunda división del baloncesto transalpino, consiguiendo el ascenso a la Serie A1 en 1980. Jugó allí un año más, en el que promedió 24,0 puntos y 5,1 rebotes por partido.
Al año siguiente se marchó a la liga francesa, fichando por el AS Monaco, con el que disputaría la final de la Copa Federación, en la que perderían ante el CSP Limoges. Acabó su carrera jugando una temporada en el Willebroek de la liga belga.

## Estadísticas de su carrera en la NBA

### Temporada regular
| Temporada | Edad | Equipo          | Liga | P  | TIT | MIN | TC  | TCA | %TC  | 3P | 3PA | %3P | TL  | TLA | %TL   | R.OF. | R.DEF. | REB | ASIS | ROB | TAP | PER | FP  | PTS |
| 1977-78   | 23   | Milwaukee Bucks | NBA  | 10 |     | 5.7 | 1.0 | 3.1 | .323 |    |     |     | 0.4 | 0.4 | 1.000 | 0.6   | 0.4    | 1.0 | 0.3  | 0.3 | 0.1 | 0.4 | 1.0 | 2.4 |
| Total     |      |                 | NBA  | 10 |     | 5.7 | 1.0 | 3.1 | .323 |    |     |     | 0.4 | 0.4 | 1.000 | 0.6   | 0.4    | 1.0 | 0.3  | 0.3 | 0.1 | 0.4 | 1.0 | 2.4 |